# Maschendraht

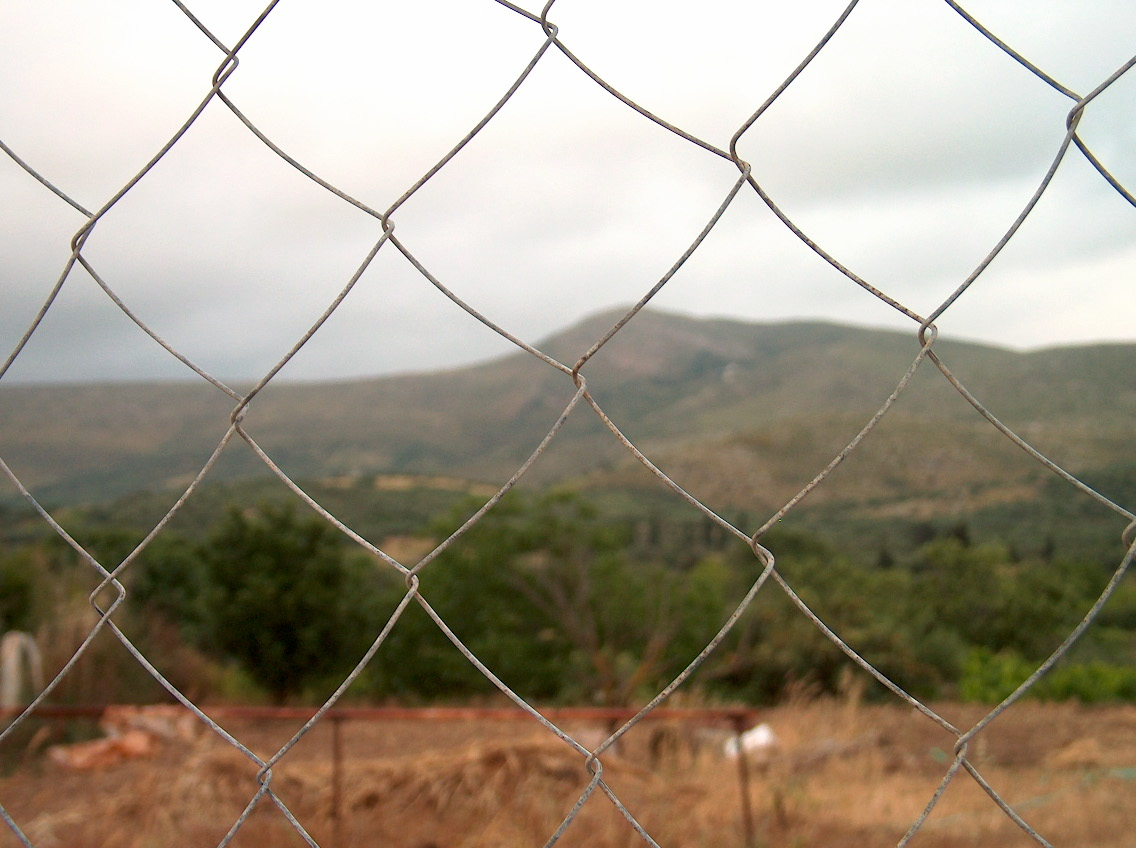
Aufgespannter Maschendrahtzaun auf Kreta

Maschendraht ist ein Geflecht aus in der Regel korrosionsgeschützten Drähten. Der Korrosionsschutz erfolgt zumeist durch Verzinkung der Drähte oder einen Kunststoffüberzug. Beim Ballieren von Gehölzen findet aber auch Maschendraht ohne Korrosionsschutz Verwendung, weil dieser aufgrund der korrosionsbedingten Zersetzung im Boden bei der Gehölzpflanzung nicht entfernt zu werden braucht.

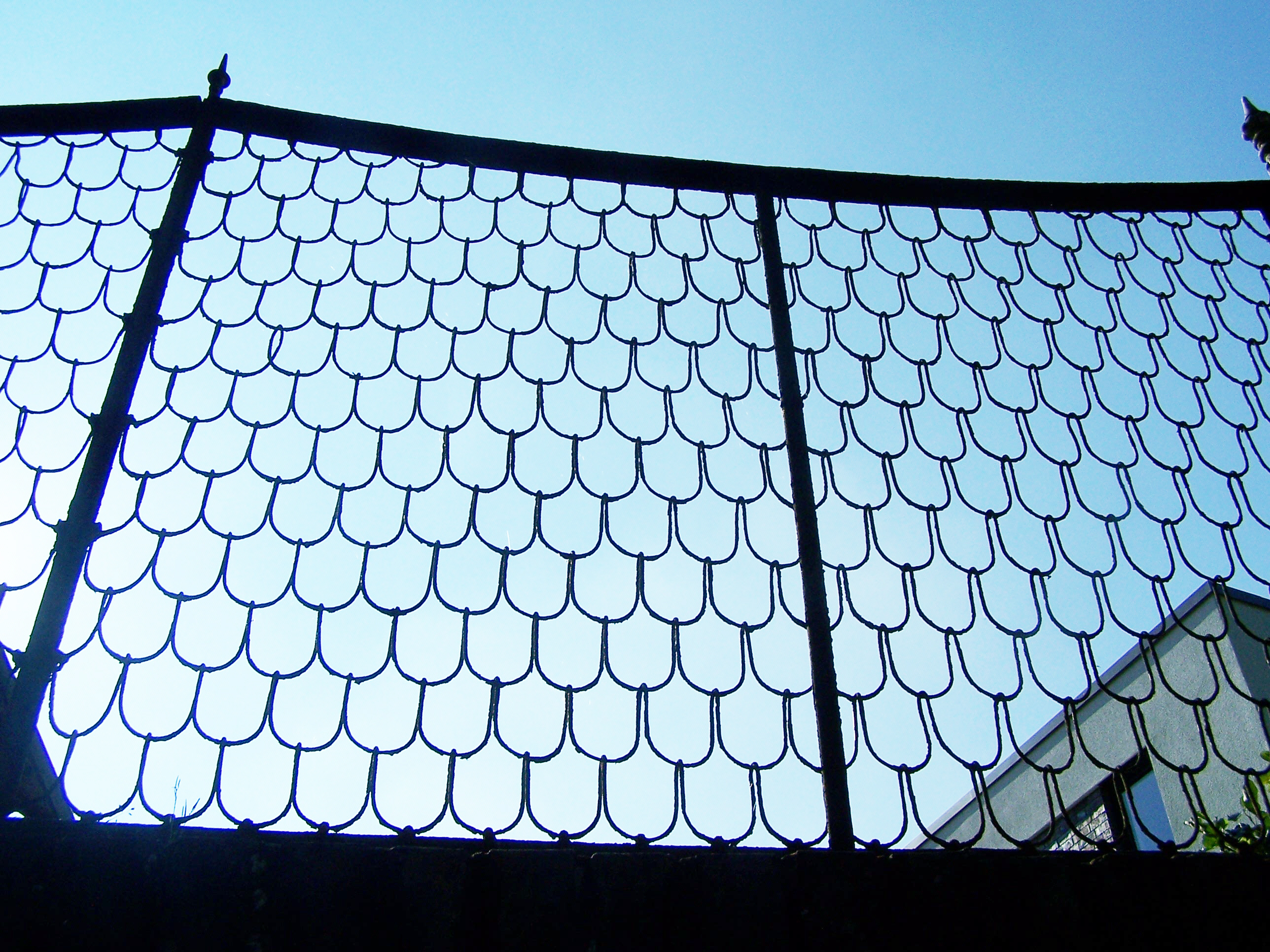
Vermutlich handgebogene Manufakturware um 1900 (Deutschland)

Viereckgeflecht besteht aus miteinander verschraubten Geflechtsfedern. Die einzelnen Federn werden aus einem Draht mit einem rotierenden Flechtmesser, das sich in einer eingespannten Flechtschnecke befindet, durch Umformung erzeugt. Maschendraht ist in diversen Drahtstärken und Maschengrößen sowie Arten der Maschenbildung im Handel erhältlich. Grober Maschendraht wird oft als Zaunmaterial zur Begrenzung von Grundstücken eingesetzt. Das Geflecht erhält seine Stabilität im Zaunbau erst durch die längs im Draht eingezogenen „Spanndrähte“. Diese werden durch eine Einschubhilfe geführt (Schiff).
Umgangssprachlich wird er auch Diagonalgeflecht genannt. Je nach Anwendung ist er auch in verschiedenen Materialien erhältlich. Bei Kläranlagen wird beispielsweise ein Aluminiumgeflecht verwendet, das korrosionsbeständig ist. Bei einer Absturzsicherung ist je nach Region eine maximale Größe von 40 mm vorgeschrieben (Verhinderung des Übersteigens durch Kinderschuhe).